# Niemiecki obóz przesiedleńczy w Toruniu
Niemiecki obóz przesiedleńczy w Toruniu – (niem. „Sammellager Thorn” (grudzień 1940), „Umsiedlungslager Thorn” (od 1941)) – obóz niemiecki dla wysiedlonych, a następnie podobóz KL Stutthof, znajdujący się w latach 1940-1943 w Toruniu. W skład obozu wchodziły zabudowania przy ul. Grudziądzkiej 124/126  (tzw. Szmalcówka) i Bażyńskich 38/44.

## Historia
Obóz powstał w listopadzie 1940 dla ludności wysiedlonej z Torunia i Prus Zachodnich, jak i tych osób, które odmówiły złożenia wniosku o wpisanie na niemiecką listę narodowościową (niem. Deutsche Volksliste). Mieścił się w budynkach założonej w 1930 fabryki smalcu i rafinerii olejów jadalnych przy ul. Grudziądzkiej 124/126, należącej do Żyda Scharfa Zelmy. O wyborze lokalizacji obozu decydowały: bliskość do Generalnego Gubernatorstwa, dobrze rozwinięta sieć dróg kołowych i kolejowych, umiejscowienie fabryki na obrzeżach miasta, w strefie przemysłowej. Do 15 marca 1941 roku pełnił on funkcję obozu przesiedleńczego, następnie po zamknięciu granicy Generalnego Gubernatorstwa pełnił on funkcję obozu pracy.
Od września 1941 do stycznia 1942 formalnie był podporządkowana obozowi Stutthof, nieformalnie działała jako samodzielna jednostka. Od września 1942 podlegał administracyjnie obozowi w Potulicach jako podobóz. Został zlikwidowany na przełomie czerwca i lipca 1943, a pozostałe w nim osoby wywieziono do obozu potulickiego. Po likwidacji obozu Niemcy korzystali z pozostałych zabudowań. Po wkroczeniu Armii Czerwonej w 1945 roku przez kilka miesięcy w byłym obozie stacjonowali żołnierze sowieccy.
Personel obozowy składał się zazwyczaj z siedmiu osób oraz komendanta. Pierwszym komendantem obozu był Obersturmführer SS Heinz Radthke. Pełnił on funkcję od 14 października 1940 do 2 lub 6 października 1941 roku. Jego następcą został komendant obozu w Stutthofie Sturmbannführer Max Pauly. Z jego nominacji funkcję kierownika obozu w Toruniu objął Obersturmführer Richard Reddig. Pełnił tę funkcję od 7 października 1941 do 29 stycznia 1942 roku. Na początku lutego 1942 roku komendantem obozu został Willy Ehlert. Po 20 października 1942 roku ostatnim komendantem obozu został Harry Lebius. Strażnikami obozowymi byli wartownicy z Hilfspolizei oraz pracownicy specjalnych oddziałów konwojowych.
Nie zachowały się budynki obozu przy ul. Grudziądzkiej. Przybliżony plan obozu odtworzono na podstawie zeznań świadków, jednak w wyniku stopniowej rozbudowy obozu relacje są niepełne.

### Obóz przy ul. Bażyńskich
W październiku 1941 roku obóz powiększył się o obszar dawnej drukarni Edmunda Stefanowicza przy ul. Bażyńskich (wówczas Goethestrasse) 38/44, określany przez więźniów jako „filia” lub „podobóz” obozu przy ul. Grudziądzkiej. Podczas wojny majątek Stefanowicza należał do Willego Heise, który pozostał właścicielem majątku Stefanowicza również w okresie działania obozu. Został on założony w wyniku przepełnienia „Szmalcówki” i wybuchu tamże epidemii chorób zakaźnych. W obozie przy ul. Bażyńskich umieszczono część więźniów oraz założono szpital obozowy. Obóz działał do początku lipca 1943 roku.
Warunki w obozie przy ul. Bażyńskich były bardzo trudne, obóz był przez Niemców nazywany obozem powolnego konania. Więźniowie spali na betonowej podłodze. Na jedną osobę przypadało 0,5 m² powierzchni podłogi. Dzienna racja żywieniowa składała się z 250 g chleba, dwóch porcji czarnej kawy, zupy z brukwi, kapusty lub buraków pastewnych. Niektórzy więźniowie otrzymywali żywność od rodzin, którzy dostarczali paczki przez dziurę w płocie od strony północnej. Niemcy wprowadzili specjalny system kar, który miał na celu utrzymanie dyscypliny. Za najcięższe przewinienia więzień mógł być skierowany do obozu koncentracyjnego Stutthof, umieszczony w karcerze lub skierowany do pracy w kompanii karnej. Osoba przyłapana na odbiorze paczki z żywnością mogła zostać pobita. Miały miejsce próby ucieczki z obozu. Ze względu na trudne warunki, dwukrotnie w obozie dochodziło do wybuchu epidemii tyfusu. Ciała zmarłych chowano w więziennej kostnicy. Według relacji więźnia Mariana Kopytki ciała zmarłych były pokryte pyłem węglowym oraz zdeformowane przez szczury. Zmarli byli chowani na cmentarzu przy ul. Grudziądzkiej.
23 października 1942 roku około godziny 18:30 dach oraz poddasze budynku obozowego spłonęły w wyniku uszkodzenia kominka w części szpitalnej na piętrze. Pożar ugaszono o 22:43. Według sporządzonego przez Niemców sprawozdania żaden z więźniów nie ucierpiał.
Do połowy lat 90. uważano, że obóz przy ul. Bażyńskich powstał w lipcu 1941 roku i pełnił on funkcję obozu germanizacyjnego. Według ustaleń Leszka Zygnera obóz powstał na początku października 1941 roku w wyniku zmiany organizacji „Szmalcówki”. Zdaniem Zygnera w lipcu 1941 roku prawdopodobnie myślano nad utworzeniem w mieście obozu germanizacyjnego.
Po likwidacji obozu zabudowania pozostały własnością Willego Heise. Po wojnie majątek wrócił do pierwotnego właściciela. Zabudowania zburzono w latach 60..

## Więźniowie
W okresie od marca 1941 do lipca 1943 przez obóz przeszło łącznie ok. 18 tys. więźniów: 6,5 tys. w pierwszym okresie działalności, ok. 10-12 tys. po sierpniu 1941 roku. W grudniu 1941 przebywało w nim 2850 osób, w maju 1942 – 2926. Byli oni poddawani selekcji i wysyłani na roboty do Generalnego Gubernatorstwa. Wielu z osadzonych zmarło jednak jeszcze przed wywózką z powodu głodu, bardzo złych warunków sanitarno-bytowych, pracy ponad siły. Liczba ofiar jest przedmiotem sporów wśród historyków. W 1976 roku udało się zidentyfikować 515 ofiar obozu, pochowanych na cmentarzu komunalnym nr 2 w Toruniu. W 1979 roku liczbę ofiar oszacowano na 3 tysiące. Inne dane podawali regionaliści. Karola Ciesielska oszacowała liczbę zmarłych więźniów na 515, a Tadeusz Zakrzewski (w 1982 roku) na 1252. Według ustaleń Tomasza Cerana, 62% ofiar stanowiły dzieci i młodzież do 18 roku życia.
Według relacji więźniów najtrudniejsze warunki w obozie miały miejsce, gdy kierownikiem obozu był Richard Reddig. Obok Reddiga negatywnie o Polakach wyrażał się również Ehlert, który często odrzucał wszelkie prośby o pomoc w zwolnieniu jakiegoś więźnia. Harry Lebius początkowo był życzliwie nastawiony do więźniów, jednak z czasem jego nastawienie zmieniło się na negatywne.
Według przeprowadzonych w latach 70. badaniach Karoli Ciesielskiej ustalono, że liczba zmarłych obozu przy ul. Bażyńskich wyniosła 114 osób. W latach 90. przeprowadzono kolejne badania. Według owych badań liczba więźniów zmarłych w obozie wyniosła 156. 69 ofiar stanowiły dzieci do 15 lat.

## Pomnik
W 1976 roku przy ul. Grudziądzkiej 124/126 odsłonięto pomnik upamiętniający obóz. Inna tablica, upamiętniająca dzieci zamordowane w „Szmalcówce”, znajduje się na cmentarzu komunalnym nr 2. W czerwcu 1996 roku w szkole podstawowej przy ul. Bażyńskich 30/36 odsłonięto tablicę upamiętniającą ofiary pobliskiego obozu.